# Seweryn Gancarczyk
Seweryn Gancarczyk [sɛˈvɛrɨn ganˈtsartʃɨk] (* 22. November 1981 in Dębica) ist ein polnischer Fußballspieler.

## Karriere

### Verein
Nach seinem Karrierebeginn bei den Provinzvereinen Podkarpacie Pustynia und Hetman Zamość wechselte der Verteidiger 2002 in die Ukraine. Dort kickte er zunächst für Arsenal Kiew und Wolyn Luzk. Ab der Saison 2005/06 spielte er für Metalist Charkiw. Hier zeigte er in der Liga und auch im UEFA Cup stets starke Leistungen und avancierte zu einem der besten Außenverteidiger der ukrainischen Liga. Zur Saison 2009/10 wechselte er zurück in seine Heimat Polen zu Lech Posen. Dort lief sein Vertrag im Sommer 2011 aus. Nach einem halben Jahr ohne Verein unterschrieb er einen Vertrag bei ŁKS Łódź bis zum Saisonende 2011/12. Nach dem Abstieg wechselte er zu Górnik Zabrze. Hier war er über drei Saisons meistens Stammspieler und brachte es auf 62 Ligaspiele und 1 Tor. Zur Saison 2015/2016 wechselte er zu GKS Tychy in die 3. polnische Liga. In seiner ersten Drittliga-Saison konnte Gancarcyzk mit Tychy aufsteigen und spielte noch 2 weitere Spielzeiten in der 2. Liga. Zur Rückrunde der Saison 2017/2018 wechselte er zum Drittligisten Rozwój Katowice, im Jahr darauf in die sechste Liga.

### Nationalmannschaft
Erst am 2. Mai 2006 bestritt er sein erstes Länderspiel für Polen, wurde aber dennoch zwei Wochen später vom Nationaltrainer Paweł Janas in den polnischen Kader für die Fußball-Weltmeisterschaft 2006 in Deutschland berufen. Hier bestritt er jedoch kein einziges Spiel. Insgesamt spielte er sieben Mal für Polen.

### Erfolge
- Polnischer Supercupsieger (2010)
- Polnischer Meister (2010)
- WM-Teilnahme (2006)